# 数江教一
数江 教一（かずえ きょういち、1913年11月18日 - 2003年5月28日）は、日本の倫理学者、茶道研究家。茶号は瓢鮎子（ひょうねんし）。

## 略歴
長野県茅野市出身。旧制飯田中学（長野県飯田高等学校）、旧制松本高等学校を経て東京帝国大学文学部倫理学科卒。和辻哲郎に師事。1962年「日本の末法思想」で東京大学より文学博士の学位を取得。1952年中央大学文学部非常勤講師、1953年専任講師、1955年助教授、1960年教授、1984年定年、名誉教授となる。東大在学中に茶の湯同好会を作り茶道を研究する。
日本倫理学会、日本思想史学会、日本哲学会に所属した。

## 著書
- 『源義経 義経伝と伝記』 (アテネ新書)弘文堂 1954
- 『日本の末法思想 日本中世思想史研究』弘文堂 1961
- 『源義経の悲劇 歴史の事実と真実』二見書房 1966
- 『本願念仏のえらび 選択集<法然>』 (日本の仏教 第6巻)筑摩書房 1967
- 『茶の湯教室』鶴書房 1969
- 『わび 侘茶の系譜』 (塙新書)塙書房 1973
- 『茶事 懐石を中心に』数江瓢鮎子 主婦と生活社 1981
- 『我楽苦多聚 茶の湯随想』数江瓢鮎子 文化出版局 1983
- 『わたくしの懐石その心と料理』数江瓢鮎子 婦女界出版社 1983
- 『茶事の小道具 その種類と扱い方』数江瓢鮎子 主婦と生活社 1992
- 『「美味い」とは何か 料理の哲学』数江瓢鮎子 恒文社21 2002

### 共著編
- 『日本の倫理』相良亨共著 宝文館 1959
- 『日本の倫理思想史 (東洋思想の遍歴) 』編. 学芸書房 1963
- 『日本人の言葉』 (人生の知恵 別巻) 安川定男,生松敬三共編 弥生書房 1972
- 『露地 その作り方と露地作法』数江瓢鮎子, 松村栄一著 主婦と生活社 1985
- 『古都彩菓』数江瓢鮎子,杉浦澄子, 中村弘子,大倉舜二, 小林庸浩, 畠山崇著 文化出版局 1992
- 『わび茶への道』堀内宗心, 数江瓢鮎子 主婦と生活社 2000